# 莱讷欧布瓦
莱讷欧布瓦（法語：Laines-aux-Bois，法語發音：[lɛn o bwa]）是法国奥布省的一个市镇，位于该省中南部，属于特鲁瓦区和特鲁瓦香槟都会城市圈公共社区，其市镇面积为16.43平方公里，2022年1月1日时人口数量为530人。
莱讷欧布瓦是特鲁瓦香槟都会城市圈公共社区的组成部分，位于特鲁瓦市区西南大约10公里。

## 行政
莱讷欧布瓦的邮政编码为10120，INSEE市镇编码为10186。

## 地理

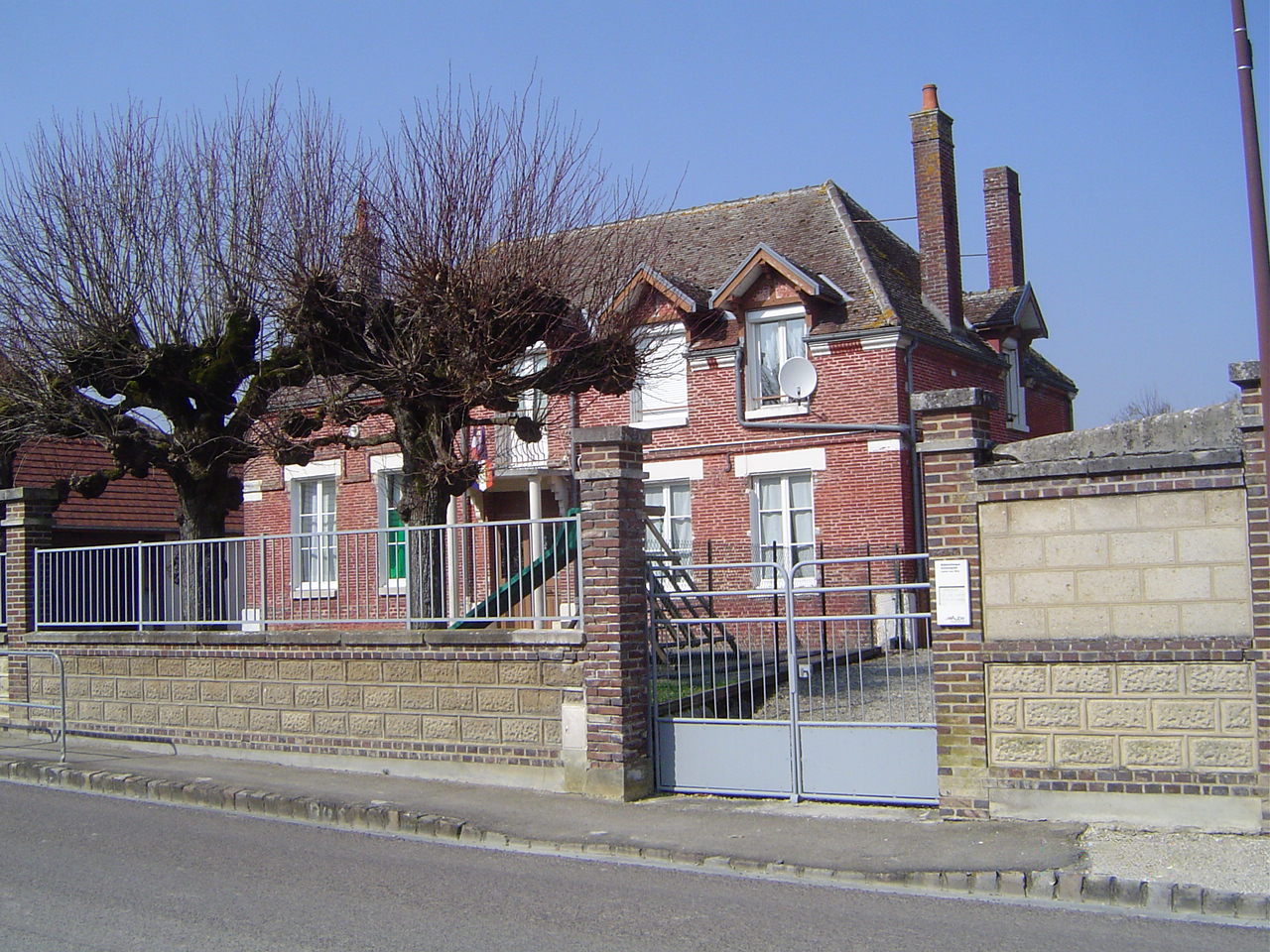
莱讷欧布瓦多媒体中心

莱讷欧布瓦（48°14'0"N, 3°59'16"E）位于法国中北部偏东，大东部大区西南部和奥布省中部偏南。
与莱讷欧布瓦接壤的市镇包括：普吕尼、圣日耳曼、圣普昂日、苏利尼、沃沙西。
莱讷欧布瓦属于塞纳河流域，境内地势平坦。
按照柯本气候分类法，莱讷欧布瓦属于温带海洋性气候，全年温差较小，降水分布均匀。

## 历史
莱讷欧布瓦历史上长期为一普通村落，中世纪时出现圣十字牧师会，法国大革命后建立市镇。

## 交通
法国国道N77线和奥布省省道D83线和D94线在莱讷欧布瓦境内交汇。法国A5高速公路经过境内北部但未设出入口。
特鲁瓦公交的三条定制公交线路经过莱讷欧布瓦境内。

## 政治
现任莱讷欧布瓦市长为安娜-索菲·戈捷女士（Anne-Sophie Gauthier）。

## 人口
| 年份   | 1936 | 1946 | 1954 | 1962 | 1968 | 1975 | 1982 | 1990 | 1999 | 2006 | 2011 | 2016 | 2017 |
| ------ | ---- | ---- | ---- | ---- | ---- | ---- | ---- | ---- | ---- | ---- | ---- | ---- | ---- |
| 人口數 | 318  | 307  | 308  | 298  | 305  | 359  | 397  | 416  | 461  | 500  | 510  | 520  | 523  |

## 社会
莱讷欧布瓦境内有一处活动中心和多媒体中心。